# Sue Dibny
Susan " Sue" Dearbon Dibny es un personaje ficticio de DC Comics asociado con Elongated Man. Creada por John Broome y Carmine Infantino, el personaje apareció por primera vez en The Flash vol. 1 # 119 (marzo de 1961). En 2004, se convirtió en un punto álgido para las discusiones sobre las mujeres en los cómics cuando se publicó una historia muy controvertida (ambientada en la continuidad post-Hora Cero) en la que es asesinada y se revela que el Doctor Luz la violó en el pasado.
Sue Dearbon aparece en acción en vivo interpretada por Natalie Dreyfuss a partir de la sexta temporada de la serie de televisión Arrowverso The Flash.

## Biografía del personaje
Sue es la esposa del héroe Ralph Dibny, el Elongated Man. Ella es una morena sociable del Condado de Westchester, Nueva York, Estados Unidos. En ocasiones ha trabajado para la Liga de la Justicia como administradora. Ralph y Su comparten una relación muy amorosa. Se conocieron cuando Ralph estrelló su baile de debutantes, usando el pretexto de los ladrones de joyas para echar un vistazo a la encantadora Sue. Lo que siguió fue un romance vertiginoso. Sue y Ralph se casaron poco tiempo después con Barry Allen sirviendo como el mejor hombre. Lo que siguió fue una vida de aventuras y superhéroes, mientras Sue permanecía al lado de Ralph mientras viajaba por todo el mundo como parte de la Liga de la Justicia. Esto condujo a los diversos peligros asociados con el estilo de vida, incluida su casi muerte por los tentáculos de un parásito alienígena y ser secuestrada por un supervillano, Sonar I, para convertirse en su consorte. A pesar de todo, Sue y Ralph se mantuvieron juntos, incluso cuando las cosas se pusieron difíciles, y finalmente se establecieron en Opal City.

### Super Buddies
Sue es miembro del equipo Super Buddies formado por exmiembros de la Liga de la Justicia. Como ella misma no tiene superpoderes, pasa la mayor parte del tiempo en la sede de Super Buddies, discutiendo con el fundador del equipo, Maxwell Lord.

### Muerte
En DC en el 2004 un misterioso asesinato durante Crisis de Identidad comienza con la muerte de Sue a manos de Jean Loring mientras esperaba un hijo. Al intentar reunirse con su esposo Ray Palmer, Loring había usado su equipo para tratar de crear una amenaza para las familias de otros superhéroes en un intento de incitar a Ray a regresar con ella. Aunque Loring no tenía la intención de herir gravemente a Sue, al viajar por la línea telefónica para "saltar" al cerebro de Sue, sin querer causó un aneurisma que mató a Sue. Loring luego entró en pánico y quemó severamente el cuerpo de Sue para enmascarar la verdadera causa de su muerte. En el transcurso de la serie, se revela que en el pasado Sue fue violada por el Doctor Luz. En un intento por evitar que dañe a los miembros de las familias de otros superhéroes, Zatanna, miembro de la Liga de la Justicia, intentó rehabilitar mágicamente al Doctor Luz, lo que accidentalmente resultó en que el villano se volviera menos inteligente y muy incompetente. Batman, de hecho, quería otro castigo para el Dr. Luz, pero Zatanna también borró su mente, borrando su memoria de su participación en los eventos. Luz es el principal sospechoso hasta que el Doctor Medianoche y Mr. Terrific llevaron a cabo una autopsia y confirmaron que Sue no había sido asesinada por nada que pudiera constituir el modus operandi estándar de Luz, con un comentario casual que Jean le hizo a Ray incitándolo a darse cuenta de la verdad. lo que provocó que enviara a Jean a Arkham y desapareciera de la JLA. Durante un one-shot de la Guerra de los Sinestro Corps, Superboy Prime mencionó que su enojo por lo que le sucedió a Sue Dibny como una de las razones de sus acciones durante Crisis infinita, viéndolo como una "prueba" adicional de las fallas del nuevo universo, no sabiendo que él es inadvertidamente responsable de causar la cadena de eventos que la llevaron a su violación y muerte después de que él fracturó la línea de tiempo (Hipertiempo).

### 52
Durante la serie 52, un culto Kryptoniano intenta revivir a Sue de entre los muertos. Atraen la atención de un Ralph Dibny ahora sin poderes al pintar con aerosol la palabra kryptoniano para resurrección (el símbolo de Superman, invertido) en su lápida. Ralph y un equipo de héroes se infiltran en la ceremonia de resurrección. Convencido de que la ceremonia es un engaño, Ralph y los demás atacan el templo, que posteriormente se incendia. Sin embargo, Ralph está convencido de que la resurrección no es un engaño cuando una representación de paja aparentemente animada de Sue se arrastra hacia Ralph pronunciando su nombre. Aunque esta versión de paja de Sue Dibny se destruye en el fuego, Ralph sobrevive y promete completar la resurrección de Sue. Sin embargo, un número posterior reveló que fue Félix Fausto quien animó al muñeco con sus poderes, y Ralph estaba al tanto del engaño de Fausto, pero fingió creer que en realidad era su esposa para acercarse al villano y su maestro, Neron.
En el número final de 52, Sue reapareció junto a Ralph, ambos como fantasmas (había usado un artefacto mágico para asegurarse de que estarían juntos en el más allá), dentro de una escuela donde ocurrió un evento paranormal. Su última línea es "Cariño, tu nariz está temblando".

### Un año después
En Batman and the Outsiders # 5, se revela (después de aparecer desconocido en los dos números anteriores) que Ralph y Su han obtenido o descubierto la capacidad de poseer cuerpos humanos, como la capacidad de Boston Brand, también conocido como Deadman.

### Reinar en el infierno
Sue y Ralph, en sus formas fantasmales, aparecen ante Doctor Occult con noticias de la guerra que se gesta en el Infierno. Enviados por Giovanni Zatara, quien como miembro del Hell Resistance Movement espera aprovechar la guerra, le piden al Doctor Occult que lo ayude en su plan. Luego se disipan y lo dejan para que tome su decisión.

### Blackest Night
En Blackest Night #0, se ve a Black Hand en un cementerio acercándose a las tumbas de Sue Dibny y su esposo Ralph. Se revelan como miembros del Black Lantern Corps cuando atacan a Hawkgirl y Hawkman; matando a los dos héroes arrancándoles el corazón. Sue, Ralph y los Hawks luego se unen a Firestorm y Detective Marciano para atacar a Flash y Green Lantern. La pelea se ve interrumpida por la llegada de la Tribu Índigo, que usa sus poderes para quitar los anillos de Sue y Ralph y convertirlos en polvo. Después de la crisis de "Blackest Night", Flash mira a su alrededor para ver si Ralph y Sue estaban entre los resucitados por la Entidad Blanca solo para que Green Lantern les dijera que no regresarían.

### New 52/Rebirth
Finalmente se revela que Ralph y Sue están vivos en la serie New 52 Secret Six. Como una trama secundaria importante del primer año, Ralph está disfrazado de miembro del equipo a instancias de Riddler, que tiene a Sue Dibny en su poder.
Las versiones New 52 de los personajes solo son diferentes en apariencia; Ralph tiene un traje con un esquema de color naranja en lugar de púrpura, y Sue tiene cabello castaño en lugar de negro y ya no se parece a la joven Shirley MacLaine, quien fue la modelo del personaje.

## Poderes y habilidades
Mientras estaba viva, Sue Dibny no poseía habilidades sobrehumanas. Sin embargo, demostró ser una pensadora rápida, una detective decente (aunque no al nivel de su esposo) y multilingüe (inglés nativo, además de francés, español, italiano y portugués). Sus apariciones como fantasma la han mostrado con habilidades paranormales.

## Otras versiones
- En el one-shot The Flash de Tangent Comics de 1997, Sue Dearborn apareció como un personaje secundario que trabajaba como reportera para All Access entrevistando a Lia Nelson a su llegada al estreno de su película.
- En Superman: American Alien, Sue Dearborn se encuentra con Clark Kent, de diecinueve años, mientras está con Oliver Queen, creyendo erróneamente que él es Bruce Wayne. Ella le presenta a Vic Zsasz y su esposa anónima.

## En otros medios
Sue Dearbon aparece en la serie de televisión de The CW The Flash, interpretada por Natalie Dreyfuss. Inicialmente se alude a ella en el final de la quinta temporada antes de que Ralph Dibny trabaje para encontrarla en la sexta temporada. Eventualmente él la encuentra en Central City, donde ella lo manipula para que la ayude a vengarse del sindicato del crimen Black Hole por extorsionar a sus padres. Al darse cuenta de esto, Dibny convence a Dearbon de que abandone su venganza, solo para que Eva McCulloch incrimine a esta última por la muerte del líder de Black Hole, Joseph Carver. En la séptima temporada, Dearbon y Dibny logran limpiar su nombre antes de irse para desmantelar otras células de Black Hole, aunque Dearbon regresaría para ayudar a Flash y sus aliados.